# Metazygia atalaya
Metazygia atalaya là một loài nhện trong họ Araneidae.
Loài này thuộc chi Metazygia. Metazygia atalaya được Herbert Walter Levi miêu tả năm 1995.